# Hazleton Mountaineers (1946-1948)
Gli Hazleton Mountaineers sono stati una franchigia di pallacanestro della EPBL, con sede a Hazleton, in Pennsylvania, attivi tra il 1946 e il 1948.
Disputarono due stagioni nella lega, raggiungendo la finale nel 1948. Scomparvero al termine del campionato.

## Stagioni
| Stagione | Lega | Denominazione         | V  | P  | %    | Piazzamento | Play-off    |
| -------- | ---- | --------------------- | -- | -- | ---- | ----------- | ----------- |
| 1946-47  | EPBL | Hazleton Mountaineers | 11 | 17 | 39,3 | 4º          | Semifinale  |
| 1947-48  | EPBL | Hazleton Mountaineers | 18 | 10 | 64,3 | 3º          | Finale EPBL |